# Кудюриты
Кудюриты (от алт. кујур — солончак, место, где животные едят землю) — минеральные комплексы, употребляемые животными в пищу в качестве источников кальция и других макро- и микроэлементов.

## Происхождение названия
Термин кудюриты был образован от алтайского кујур — солончак, место, где животные едят землю. Первоначально в науке использовался термин зверовой солонец, который происходит от того, что многие животные активно поедают соли натрия. У большинства тюркских народов солончаки, где животные поедают землю, носят название кудюры (алт. кујур) или схожие по звучанию кужиры, кужары (монг. хужир, бур. хужар, тув. кужур и др.). Так как термин солонец уже используется в почвоведении, сибирский геоэколог Василий Бгатов предложил заменить термин солонец применительно к зоологии, термином кудюр. В целом, научное сообщество приняло данную замену. В настоящее время под кудюрами понимаются ландшафты, где наблюдается активное поедание грунта животными или добыча его человеком в пищевых целя. Кудюритами же называются минеральные комплексы кудюров.

## Свойства
Обладают сорбционными свойствами, определяемыми минеральным составом конкретной глины. Попадая в желудочно-кишечный тракт, вещества, содержащиеся в кудюритах, вступают в химические реакции с пищеварительными электролитами, в частности, хлором. В результате происходит регуляция состава и концентрации пищеварительных соков, полсе чего устанавливается кислотно-щелочной баланс в биологических средах — электролитах крови и тканях организма.